# Live! Thirty Days Ago
Live! Thirty Days Ago es un álbum en vivo de la banda de rock francesa Phoenix, originalmente grabado durante su gira de septiembre y octubre de 2004 por Escandinavia y lanzado el 8 de noviembre de 2004.
En el Reino Unido y los Estados Unidos solo estuvo disponible mediante descarga digital después del 30 de noviembre de 2004, y se lanzó en CD el 11 de enero de 2005 en el Reino Unido y el 22 de febrero de 2005 en los Estados Unidos.

## Lista de sencillos
Todas las canciones escritas y compuestas por Phoenix. 
| N.º | Título                            | Duración |  |
| 2.  | «Victim of the Crime»             | 3:29     |  |
| 3.  | «Too Young»                       | 3:41     |  |
| 4.  | «I'm an Actor»                    | 4:25     |  |
| 5.  | «Alphabetical»                    | 4:25     |  |
| 6.  | «Funky Squaredance»               | 7:27     |  |
| 7.  | «(You Can't Blame It On) Anybody» | 4:13     |  |
| 8.  | «Everything Is Everything»        | 5:30     |  |
| 9.  | «If I Ever Feel Better»           | 7:09     |  |
| 10. | «Love for Granted»                | 4:23     |  |

Notas
- «I'm An Actor» fue grabado el 28 de septiembre de 2004 en Tavastia, Helsinki, Finlandia.
- «Funky Squaredance», «(You Can't Blame It On) Anybody» y «If I Ever Feel Better» fueron grabadas el 24 de septiembre de 2004 en Rockefeller, Oslo, Noruega.
- «Everything is Everything» fue grabada el  29 de septiembre de 2004 en Berns, Estocolmo, Suecia.
- «Love for Granted» fue grabada el  20 de septiembre de 2004 en Folken, Stavanger, Noruega.

## Personal
- Deck D'Arcy – bajo y coros
- Laurent Brancowitz – guitarra, teclados y coros
- Thomas Mars – vocalista principal
- Christian Mazzalai – guitarra y coros
- Lawrence Clais – batería y coros